# Docimodus johnstoni
Docimodus johnstoni è una specie di ciclidi haplocromini diffusa nel Lago Malawi, nel Lago Malombe e nel corso superiore del fiume Shire in Malawi, Mozambico e Tanzania. Questa specie ha abitudini alimentari insolite: sembrerebbe infatti sia stata osservata nutrirsi di pinne di pesce gatto clariide. Il nome specifico è stato dato in onore dell'esploratore britannico, botanico, linguista e amministratore coloniale Sir Henry Hamilton Johnston GCMG KCB (noto anche come Sir Harry Johnston) (12 giugno 1858 - 31 luglio 1927), che presentò l'esemplare tipo al Museo di storia naturale di Londra.